# 1924年シャモニー・モンブランオリンピックのカーリング競技
1924年シャモニー・モンブランオリンピックのカーリング競技（1924ねんシャモニー・モンブランオリンピックのカーリングきょうぎ）は、1924年1月28日から1月30日までの競技日程で男子のみ実施された。

## 競技結果

### リーグ戦
- 第1試合：1月28日（10:00 - ）
  -  フランス  10 - 19  スウェーデン
- 第2試合：1月29日（10:00 - ）
  -  イギリス  38 - 7  スウェーデン
- 第3試合：1月30日（10:00 - ）
  -  イギリス  46 - 4  フランス

### 最終順位
| 順位 | 国・地域     |
| ---- | ------------ |
| 1    | イギリス     |
| 2    | スウェーデン |
| 3    | フランス     |

## 各国メダル数
| 順 | 国・地域     | 金 | 銀 | 銅 | 計 |
| -- | ------------ | -- | -- | -- | -- |
| 1  | イギリス     | 1  | 0  | 0  | 1  |
| 2  | スウェーデン | 0  | 1  | 0  | 1  |
| 3  | フランス     | 0  | 0  | 1  | 1  |